# Richard Coudenhove-Kalergi
 (avril 2019).
Si vous disposez d'ouvrages ou d'articles de référence ou si vous connaissez des sites web de qualité traitant du thème abordé ici, merci de compléter l'article en donnant les références utiles à sa vérifiabilité et en les liant à la section « Notes et références ».
 (février 2021).
La mise en forme du texte ne suit pas les recommandations de Wikipédia : il faut le « wikifier ».
Les points d'amélioration suivants sont les cas les plus fréquents. Le détail des points à revoir est peut-être précisé sur la page de discussion.
- Les titres sont pré-formatés par le logiciel. Ils ne sont ni en capitales, ni en gras.
- Le texte ne doit pas être écrit en capitales (les noms de famille non plus), ni en gras, ni en italique, ni en « petit »…
- Le gras n'est utilisé que pour surligner le titre de l'article dans l'introduction, une seule fois.
- L'italique est rarement utilisé : mots en langue étrangère, titres d'œuvres, noms de bateaux, etc.
- Les citations ne sont pas en italique mais en corps de texte normal. Elles sont entourées par des guillemets français : « et ».
- Les listes à puces sont à éviter, des paragraphes rédigés étant largement préférés. Les tableaux sont à réserver à la présentation de données structurées (résultats, etc.).
- Les appels de note de bas de page (petits chiffres en exposant, introduits par l'outil «  Source ») sont à placer entre la fin de phrase et le point final[comme ça].
- Les liens internes (vers d'autres articles de Wikipédia) sont à choisir avec parcimonie. Créez des liens vers des articles approfondissant le sujet. Les termes génériques sans rapport avec le sujet sont à éviter, ainsi que les répétitions de liens vers un même terme.
- Les liens externes sont à placer uniquement dans une section « Liens externes », à la fin de l'article. Ces liens sont à choisir avec parcimonie suivant les règles définies. Si un lien sert de source à l'article, son insertion dans le texte est à faire par les notes de bas de page.
- La présentation des références doit suivre les conventions bibliographiques. Il est recommandé d'utiliser les modèles {{Ouvrage}}, {{Chapitre}}, {{Article}}, {{Lien web}} et/ou {{Bibliographie}}. Le mode d'édition visuel peut mettre en forme automatiquement les références.
- Insérer une infobox (cadre d'informations à droite) n'est pas obligatoire pour parachever la mise en page.

Pour une aide détaillée, merci de consulter Aide:Wikification.
Si vous pensez que ces points ont été résolus, vous pouvez retirer ce bandeau et améliorer la mise en forme d'un autre article.
Richard Coudenhove-Kalergi (en allemand : Richard Graf Coudenhove-Kalergi ; en japonais : リヒャルト・ニコラウス・栄次郎・クーデンホーフ＝カレルギー伯爵, Rihyaruto Nikorausu Eijirō Kūdenhōfu-Karerugī Hakushaku), né le 16 novembre 1894 à Tokyo au Japon et mort le 27 juillet 1972 à Schruns en Autriche, est un homme politique, essayiste, historien et philosophe d'origine austro-hongroise par son père et japonaise par sa mère. Il est devenu citoyen tchécoslovaque en 1919, puis a été naturalisé français en 1939. Il est l'un des premiers à avoir proposé un projet moderne d'Europe unie. Il peut être considéré, au sens large, comme l'un des « pères de l'Europe » dont il est un inspirateur et un militant important.

## Biographie

### De l'enfance à l'âge adulte
Fils de Heinrich von Coudenhove-Kalergi, diplomate austro-hongrois hyperpolyglotte (il connaît seize langues) et de la Japonaise Mitsuko Aoyama, Richard Coudenhove-Kalergi naît le 16 novembre 1894 à Tokyo. Son père décède le 14 mai 1906, sa mère le 27 août 1941.
Il passe sa jeunesse au château familial de Poběžovice (précédemment : Ronšperk ; en allemand : Ronsperg) en Bohême puis entre au Thérésanium de Vienne, collège le plus réputé et le plus cosmopolite de l'Empire. Passionné par la philosophie, il poursuit ses études à l'université de Vienne et en devient docteur en philosophie en 1917.
En 1914, la Première Guerre mondiale éclate, mais Richard Nicklaus de Coudenhove-Kalergi est réformé[pourquoi ?]. Il ne va donc jamais au front. En 1915, il se marie avec Ida Roland (née le 18 février 1881 et décédée le 27 mars 1951, comédienne austro-allemande de religion juive), née Klausner, le 31 août 1916 (divorcée de NN. Bastien). Avec elle, il adopte sa fille Erika.
À la fin de la guerre et le démantèlement de l'Empire austro-hongrois, il devient citoyen tchécoslovaque (en 1919) et se détourne finalement de la philosophie pour commencer à publier des articles sur la nécessité d'un nouvel ordre européen.
En 1921, il publie son premier ouvrage : Ethik und Hyperethik. Jusqu'en 1922, Richard Nicklaus de Coudenhove-Kalergi s'occupe de considérations d'éthique et de morale avant de traiter de sujets européens.

### Naissance de sa vision de l'Europe durant l'Entre-deux guerres
Le 21 juillet 1922, il lance son premier appel à l'unité de l'Europe dans la Neue Freie Presse de Vienne et la Vossische Zeitung de Berlin intitulé « La Question européenne ». Naissance du Mouvement pour les États-Unis d'Europe ou Mouvement paneuropéen.

En 1923 est publié à Vienne son livre Paneuropa (traduction française en 1926). Sont créées les éditions paneuropéennes et du mouvement paneuropéen. Il développe l'idée de réunir le charbon allemand et l'acier français. 
«Innombrables sont ses suggestions qui furent reprises sans qu'on lui ait rendu l'hommage qu'il méritait. C'est lui qui propose au milieu des années 1920 de réunir les productions de charbon et d'acier de l'Allemagne, de la France et du Benelux. »
Il faut attendre 1951 pour voir naître la Communauté européenne du charbon et de l'acier (CECA).
En 1924 est créée la revue mensuelle Paneuropa. Le Secrétariat général du Mouvement paneuropéen s'installe à Vienne (Hofburg).
En 1925, il fait des tournées de conférences. Est fondé l'American Cooperative Committee of the Paneuropan Union.
Du 3 au 6 octobre 1926 a lieu le Ier Congrès Paneuropéen à Vienne.
En 1929, Aristide Briand présente l'idée européenne à la Société des Nations à Genève : « Entre des peuples qui sont géographiquement groupés comme les peuples d'Europe, il doit exister une sorte de lien fédéral ». Richard Nicklaus de Coudenhove-Kalergi propose la création de l'hymne national européen sur une musique de Beethoven, la neuvième symphonie, appelée aussi Ode à la joie.
En 1930, au IIe Congrès Paneuropéen à Berlin, Richard Nicklaus de Coudenhove-Kalergi propose de célébrer une journée de l'Europe au mois de mai.
En 1933, il se rend en Italie, rencontre Benito Mussolini et le philosophe Julius Evola et collabore, en même temps qu'Oswald Mosley, à Antieuropa "Rassegna dell espansion fascista nel mondo".
Le 2 décembre 1933 est inauguré le Centre économique Paneuropéen à Vienne.
Le 17 mai 1934, le gouvernement autrichien affirme son adhésion à la politique paneuropéenne.

### Dans la tourmente de la Seconde Guerre mondiale
En 1938, après l'Anschluss, Richard Nicklaus de Coudenhove-Kalergi doit fuir l'Autriche pour la Suisse (avec l'aide de M. Jaeger, ambassadeur de Suisse). À Vienne, le secrétariat général de l'Union Paneuropéenne est perquisitionné. Ses archives sont saisies et étudiées par la Gestapo. À la fin de la Seconde Guerre mondiale, elles sont emportées en URSS, à Moscou, où elles demeurent toujours. Richard Nicklaus de Coudenhove-Kalergi croit toutefois toute sa vie à la perte totale de ses archives personnelles antérieures à son exil. En transitant par la France (dont il obtient la nationalité en 1939), il part pour les États-Unis d'Amérique en s'embarquant de Lisbonne dans un avion pour New York. C'est de là qu'il organise l'Union Paneuropéenne en exil.
Nommé professeur à l'université de New York, il dirige le séminaire : « L’Europe fédérale de l'après-guerre ». Constitution du Comité américain pour une Europe unie et libre.
En 1943 a lieu le Ve Congrès paneuropéen, New York. Winston Churchill communique par écrit son désir de voir se créer le Conseil de l'Europe. Il affirme : « Il existe un remède qui, s'il était généralement et spontanément adopté par la grande majorité des peuples dans de nombreux pays pourrait, comme par miracle, rendre l'Europe aussi libre et heureuse que la Suisse de nos jours. […] Nous devons construire une sorte d'États-Unis d'Europe. […] La première étape consiste à former un Conseil de l'Europe. Et de ce travail urgent, la France et l'Allemagne doivent ensemble prendre la direction. […] Je vous dis donc : “Debout, l'Europe !” ».
Il a ses premiers contacts épistolaires avec le général de Gaulle qu'il rencontre en 1946.
En 1945 est signée à San Francisco la Charte des Nations unies, charte fondatrice de l'ONU, dont l'article 52 autorise la potentielle fondation d'une organisation européenne unie.

### L'après-guerre et les mouvements européens

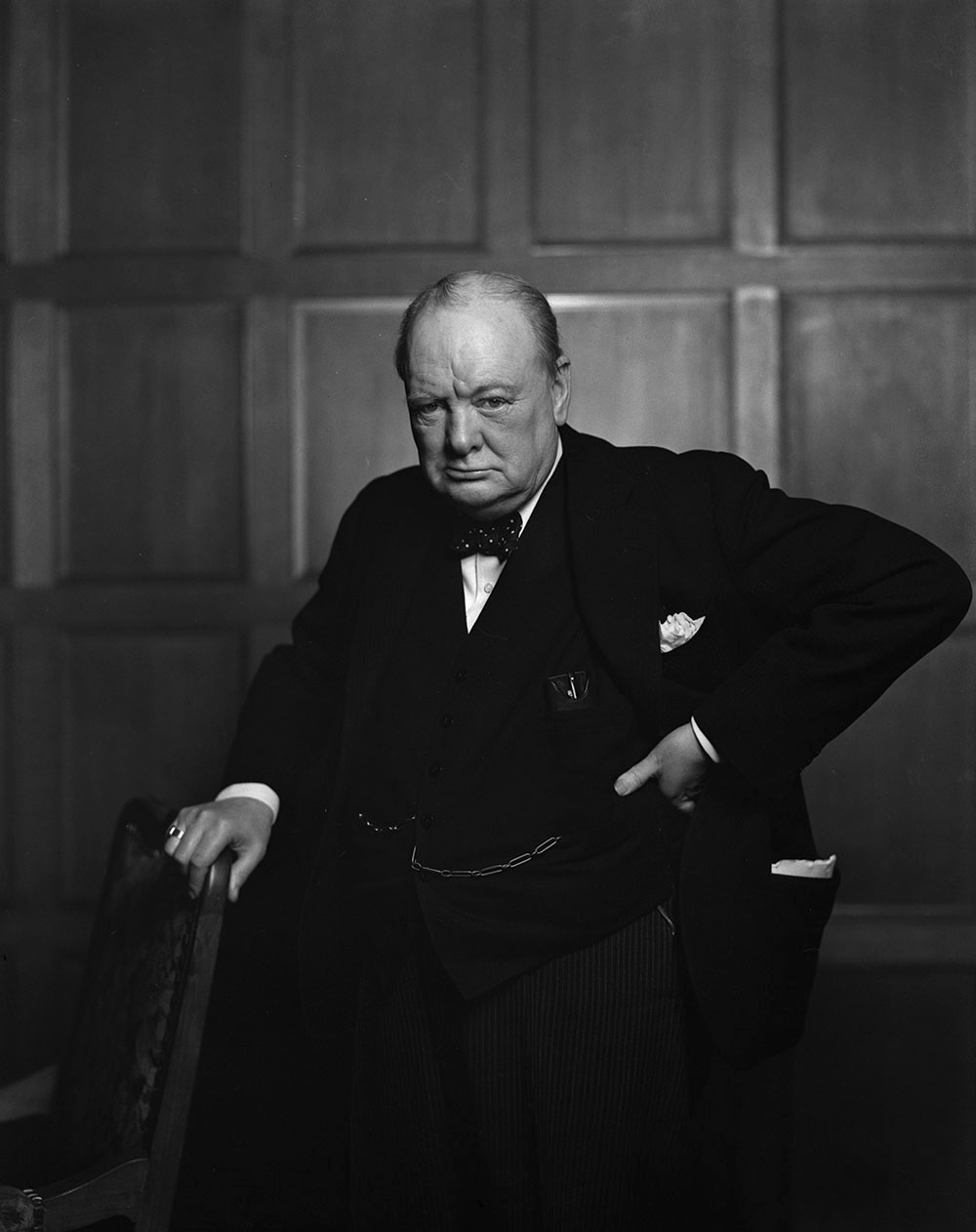
Sir Winston Churchill.

- 1946 : Retour en Europe. En Suisse d'abord (Gstaad). À Zürich, grand discours de Winston Churchill : Ressuscitez l'Europe. Richard Nicklaus de Coudenhove-Kalergi envoie, à 4 256 parlementaires des pays libres d'Europe, un questionnaire sur la question européenne.
- 1947, septembre : Ier Congrès Parlementaire européen. Suggestion par Richard Nicklaus de Coudenhove-Kalergi de la création du premier timbre poste européen.
- 1947 : Il fonde à Gstaad l'Union parlementaire européenne ou Union Paneuropéenne.
- 1947, 7 septembre : Ier Congrès Parlementaire européen, Gstaad.
- 1948, 7 mai : Congrès de l'Europe de La Haye (président : Winston Churchill) qui permet la création du Conseil de l'Europe qui inspire la création du Parlement européen.
- 1948, 1er septembre : IIe Congrès Parlementaire européen, Interlaken (présence d'une grande délégation allemande). Publication : Europe Seeks Unity.
- 1949, 2 juillet : IIIe Congrès Parlementaire européen, Strasbourg. Publication : Kampf um Europa.
- 1949, 8 août : Création du Conseil de l'Europe, Strasbourg.
- 1950, 9 mai : Robert Schuman communique en faveur de la constitution de la Communauté Européenne du Charbon et de l'Acier (CECA).
- 1950,18 mai : Richard Nicklaus de Coudenhove-Kalergi est lauréat du Prix Charlemagne qui est attribué pour la première fois, Aix-la-Chapelle (diplôme et médaille aux Archives cantonales vaudoises).
- 1951 : Création de la Communauté européenne du charbon et de l'acier (CECA) : France, Allemagne, Italie et Benelux (Belgique, Pays-Bas et Luxembourg). Elle entre en vigueur – pour 50 ans - entre 1952-1953. Elle est officiellement dissoute en 2002.

### Depuis la création de la Communauté européenne du charbon et de l'acier (CECA)

Drapeau de la Communauté européenne du Charbon et de l'acier-CECA (utilisé jusqu'en 1968).

- 1952 : Richard Nicklaus de Coudenhove-Kalergi est élu président d'honneur du Mouvement Européen (avec Winston Churchill, Konrad Adenauer, Robert Schuman, de Alcide de Gasperi et Paul-Henri Spaak). Richard Nicklaus de Coudenhove-Kalergi épouse la Suissesse Alexandra Karolina Gräfin von Tiele (8 septembre 1896-21 janvier 1968), divorcée en 1935 de Claus-Hubert Wilhelm Adam Graf Tiele-Winckler), née Bally. Avec elle, il adopte son fils Alexandre.
- 1952-1953 : Richard Nicklaus de Coudenhove-Kalergi est contacté par l'organisation du prix Nobel pour une nomination potentielle.
- 1953 : Publication : Die Europäische Nation.
- 1957 : Traité de Rome signé par : France, Allemagne, Italie et Benelux (Belgique, Pays-Bas et Luxembourg). Ce traité institue le marché commun européen et Euratom (soit Communauté européenne de l'énergie atomique).
- 1960 : 'Parution : L'Évolution de l'idée européenne.
- 1962, 15 mai : Signature à l’Élysée du pacte d'amitié franco-allemande.
- 1965 : Richard Nicklaus de Coudenhove-Kalergi reçoit le prix Sonning de l'université de Copenhague. Il démissionne du Mouvement européen. Dès cette année, Vittorio Pons devient secrétaire général de l'Union paneuropéenne. Il est aussi l'exécuteur testamentaire de l’œuvre écrite de Richard Nicklaus de Coudenhove-Kalergi. Mario Pons, fils de Vittorio Pons, poursuit son travail.
- 1966 : Xe Congrès paneuropéen, Vienne. Valéry Giscard d'Estaing y demande l'instauration d'une monnaie européenne unique. Publications : Paneuropa 1962-1966/Ein Leben für Europa.
- 1967 : La Fondation Kajima décerne à Richard Nicklaus de Coudenhove-Kalergi, à Tokyo, le premier prix de la Paix. L'influence de Richard Nicklaus de Coudenhove-Kalergi est forte au Japon et ses écrits y ont été traduits et publiés.
- 1969 : Richard Nicklaus de Coudenhove-Kalergi épouse l'autrichienne Melanie Hoffmann-Benatzky (née le 21 juillet 1909 et décédée le 19 janvier 1983), née Hoffmann et veuve du compositeur autrichien Ralph Benatzky.
- 1970, 11 juillet : Richard Nicklaus de Coudenhove-Kalergi est invité par Pro Europa Una à allumer la Lampe de la Paix à Subiaco (en Italie), grotte où Saint Benoît a vécu. Saint Benoît a été proclamé saint protecteur de toute l'Europe par le pape Paul VI.
- 1972, 27 juillet : Décès à Schruns en Autriche. Il est enterré en Suisse, dans l'Oberland bernois.

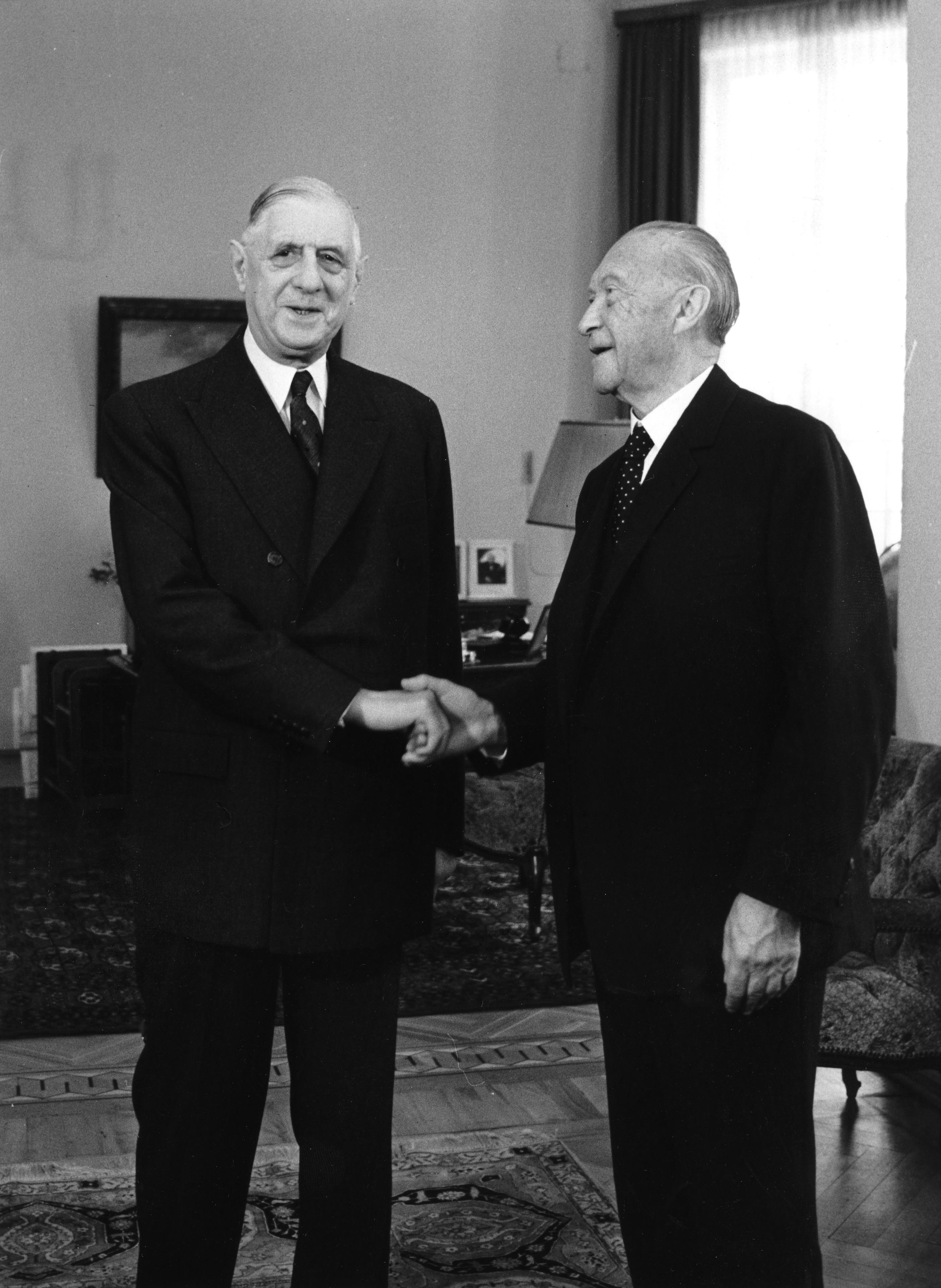
Charles de Gaulle et Konrad Adenauer.

## Noms des mouvements paneuropéens fondés par Richard Nicklaus de Coudenhove-Kalergi
- Mouvement pour les États-Unis d'Europe ou Mouvement paneuropéen (dès 1922).
- Union Paneuropéenne internationale ou Pan-Europe.
- Union Paneuropéenne (1938).
- Union Paneuropéenne en exil (en 1939).
- Union parlementaire européenne ou Union Paneuropéenne (dès 1947).
- À cela, il faut ajouter les noms des diverses sections nationales.

## Le paneuropéanisme de Richard Nicklaus de Coudenhove-Kalergi

### Conférence de 1939: idée d'un patriotisme européen
Idées contenues dans cette conférence :
- Préserver la paix, éviter la guerre[9]
- Face à la guerre en cours, reconstruire, après la guerre, une Europe unie, une Europe égale où les peuples et les races seraient égaux et non humiliés comme dans le Traité de Versailles[9].
- Pour atteindre cette unité : Mettre fin à la souveraineté illimitée des États (éviter cette anarchie européenne à 30 États). Se calquer sur le modèle des États-Unis d'Amérique, de l'URSS. Dans d'autres textes, il parle de livrer concurrence aux empires panbritannique, panaméricain, panrusse et panmongol[9].
- Une Europe qui ne soit pas fondée uniquement sur une coopération économique et une unité monétaire[9].
- Une Europe possédant une force armée commune dont le socle premier serait l'aviation[9].
- Une fédération européenne qui remplacerait la Société des Nations[9].
- Une Europe qui serait à la tête de l'humanité[9].
- Dans une Europe où la science et les techniques réduisent les instances entre les peuples et les hommes, avancer vers une union pan-européenne avec une base d'égalité nationale, de respect de la liberté humaine. Rejet des modèles de domination du matérialisme du XIXe siècle (capitalisme à outrance), de la domination allemande (raciste et totalitaire) ou bolchevique (communiste et dictatoriale)[9].
- Modèle par excellence, la Suisse qui respecte : a) les droits de l'homme, b) les libertés individuelles, c) l'égalité entre les grands et les petits États et l'intégrité des minorités ethniques et religieuses. Un État qui est axé sur la solidarité en politique étrangère, militaire, monétaire et économique. Le tout en garantissant l'indépendance et l'intégrité de tous les États fédérés. Cette idée de modèle suisse se retrouve dans d'autres écrits de Richard Nicklaus de Coudenhove-Kalergi. Pour Richard Nicklaus de Coudenhove-Kalergi, la Suisse propose un modèle partant d'un subsidiarité qui part du bas et va vers le haut. Les Suisses peuvent aussi élire et voter (comme les initiatives). Prendre exemple sur le modèle de la double majorité dans les votations suisses[9].
- Développement d'une mystique européenne : « De même que dans tout être vivant le corps est façonné par l'âme, de même le corps de l'Europe ne naîtra que sous l'impulsion d'un esprit européen » (p. 19). Ces racines mystiques sont à chercher dans : a) la culture classique européenne, b) la foi chrétienne, c) la conception de l'honneur des chevaliers médiévaux[9].
- L’Europe est une Europe chrétienne : tendance sociale et humanitaire chrétienne. Foi chrétienne[9].
- C'est une Europe portée par un esprit héroïque et chevaleresque[9].
- Assurer la paix, mais aussi la renaissance de l'Europe afin qu'elle reprenne son rôle à la tête de la planète[9].
- Il termine sa conférence par une exhortation à la jeunesse[9].

### En 1966 auXeCongrès paneuropéen de Vienne

#### Le 10 mars 1966, Richard Nicklaus de Coudenhove-Kalergi se demande
1. Si l'Europe a la force de s'unir, elle peut rivaliser par rapport à la Chine, l'URSS, les États-Unis et les autres puissances mondiales montantes. Il désire aussi que l'Europe s'affranchisse peu à peu de la tutelle américaine.
2. Si l'Europe économique est effective, la Communauté européenne de défense est un échec. Il regrette aussi l'immobilisme de la Communauté européenne depuis ces cinq dernières années sans initiatives et progrès pour le mouvement. Avant, depuis le traité de Rome de 1957, il y avait pourtant eu des avancées (Politique agricole commune, libre circulation des travailleurs union douanière, fonds de développement européen, recherche commune pour le nucléaire et les avances technologiques). Pour lui, le développement européen est trop lent et mou.
3. Il se demande si les Six de l'Europe (dont les quatre grandes puissances) sont conscients de leurs responsabilités dans ce piétinement et s'ils ne vont pas reprendre l'initiative dans les domaines de la politique étrangère dans un équilibre fragile entre amitié avec l'URSS sans perdre celle des États-Unis, de négocier avec ces deux derniers États des traités de paix afin de dépasser la situation héritée de la Seconde guerre mondiale. Il aborde comme sujets : la fin du rideau de fer, question allemande par l'autodétermination de cette nation, le renforcement et la restructuration de l'OTAN, le fait d'assurer la solidarité européenne et de l'étendre à toutes les régions du monde.
4. Il affirme : « L'heure a sonné pour les gouvernements de l'Europe de franchir le Rubicon qui sépare l'Europe d'hier – faible et désunie – de l'Europe de demain – forte et unie, prospère, libre et pacifique »

#### XeCongrès paneuropéen, Vienne (7-10 octobre 1966)
Organisé et voulu par son mouvement pour une union fédéraliste européenne (célébration du 40e anniversaire du Ier Congrès Européen), ce Xe congrès a pour thème central : « pour un patriotisme européen ».
1. Il y établit le constat d'un immobilisme européen, avec une Europe qui attend en vain et avec impatience son union depuis 20 ans.
2. Selon lui, les espoirs de l'Europe ont été déçus par le développement du Conseil de l'Europe et du Parlement européen puisqu'il n'a pas été possible de préparer une confédération européenne.
3. Il y a des progrès comme avec le Marché commun qui a permis une solidarité européenne et un développement économique européen donc une prospérité pour des nombreux pays d'Europe mais sans confédération européenne.
4. Il faut alors une « nouvelle initiative pour unir 330 millions d'Européens – sans compter les neutres – entre l'Atlantique et le Rideau de fer en une Confédération ».

Drapeau de l'Union paneuropéenne.

Ainsi, le congrès demande aux gouvernements responsables :
1. Une approche européenne entre les États qui puisse aussi se construire sur un niveau de politique étrangère, politique de défense et sécurité commune afin de collaborer sur le plan international au même niveau que les États-Unis et l'URSS.
2. Un développement des relations concrètes entre les divers peuples européens et dépasser les stricts accords militaires (OTAN par exemple ou conférences de Yalta) et tenter de surmonter la scission de l'Allemagne en deux états (RDA et RFA).
3. Demande est faite à l'Angleterre et à d'autres pays européens d'accepter les règles communes et de s'intégrer à brève échéance dans les Communautés européennes.
4. La mise sur pied de la création de la monnaie européenne unique.
5. Une accentuation et un développement dans le domaine de la coopération dans le domaine des technologies.
6. La concertation concrète et continue de toutes les forces travaillant à l'union de l'Europe.

## Famille et épouses

### Ses parents
- Heinrich Coudenhove-Kalergi (12 octobre 1856-14 mai 1906).
- Mitsuko (Mitsu) Coudenhove-Kalergi (1874-1941).

### Ses frères et sœurs
- Johann Nicklaus Coudenhove-Kalergi (1893-1965)[10].
- Gerolf Joseph Benedikt Maria Valentin Franz Coudenhove-Kalergi (1896-1978).
- Elisabeth Maria Anna Coudenhove-Kalergi (1898-1936).
- Olga Marieta Henriette Maria Coudenhove-Kalergi (1900-1976).
- Ida Friedrike Maria Anna Gëres, née Coudenhove-Kalergi (1901-1971).
- Karl Heinrich Franz Maria Coudenhove-Kalergi (1903-1987).

### Ses épouses et ses enfants
Sa vie familiale est quelque peu le reflet des conceptions avant-gardiste qu'il prône dans Praktischer Idealismus. Il aura donc trois épouses ; la première est de treize ans son aînée, la deuxième de deux ans sa cadette et la troisième de quinze ans sa cadette.
En 1915, il épouse l'actrice germano-autrichienne Ida Roland (née le 18 février 1881 et décédée le 27 mars 1951), née Klausner (divorcée de NN. Bastien).
En 1952, il épouse la Suissesse Alexandra Karolina Gräfin von Tiele (8 septembre 1896-21 janvier 1968), divorcée en 1935 de Claus-Hubert Wilhelm Adam Graf Tiele-Winckler, née Bally.
En 1969, il épouse l'Autrichienne Melanie Hoffmann-Benatzky (née le 21 juillet 1909 et décédée le 19 janvier 1983), née Hoffmann et veuve du compositeur autrichien Ralph Benatzky.
En revanche, il ne pourra pas avoir d'enfant et devra adopter lors de ses deux premiers mariages : une fille adoptive, Erika, avec sa première épouse et un fils adoptif, Alexandre, avec sa deuxième épouse.

## Œuvre

### Paneuropa
En octobre 1923, il propose le premier projet moderne d'une Europe unie dans son livre Paneuropa, ouvrage prophétique et mobilisateur (édité en français en 1927, 2e édition, 1988 et 3e en 1997 ; nouvelle traduction en 2019). Pour Nicklaus Richard de Coudenhove-Kalergi, face au risque d’autodestruction que ferait courir une nouvelle guerre mondiale nécessairement plus destructrice que la Grande Guerre et face à la concurrence américaine et surtout au danger russe, l’Europe n’a d’autre choix que de s’unir.

### Idéalisme pratique
En 1925, dans son livre Idéalisme pratique (Praktischer Idealismus), qui parle notamment de la façon de garantir la paix en Europe, et de la façon dont la science peut améliorer la condition humaine, il imagine le métissage des peuples européens du futur. Il écrit : « La race du futur, négroïdo-eurasienne, d’apparence semblable à celle de l'Égypte ancienne, remplacera la multiplicité des peuples par une multiplicité des personnalités. ».
Kalergi essentialise les individus en deux catégories opposés (l'humain de la ville et l'humain des campagnes). Il en attribue des personnalités et des traits de caractères psychologiques, l’humain rustique serait émotionnel, croyant, superstitieux, et conservateur, comme la nature ; tandis que l'humain citadin serait rationnel, sceptique, incroyant et progressiste, comme la société. Il affirme également que « l’humain rustique est majoritairement un produit de la consanguinité, l'humain urbain un métissage ». Il poursuit en substance que « les traits essentiels qui résultent de cette consanguinité sont : la fidélité, la piété, le sens de la famille, l'esprit de caste, la constance, l'obstination, l'énergie, la limitation ; la puissance des préjugés, le manque d’objectivité, l'étroitesse d'horizon ». De la même façon, Kalergi associe aux personnes métis les préjugés suivants : « les métis allient souvent l’absence de caractère, l’absence d’inhibitions, la faiblesse de la volonté, l’inconstance, l’impiété et l’infidélité avec l’objectivité, la polyvalence, la vivacité spirituelle, l’absence de préjugés et l’ouverture d’horizon ».
Au-dessus du peuple, il prône la création d'une élite fondée sur un eugénisme fait par des unions amoureuses libres (qu'il appelle « lois divines de l'eugénisme érotique ») : « Seule sera libre l’alliance des hommes les plus nobles avec les femmes les plus nobles, et inversement, les personnes de valeur moindre devront se satisfaire de personnes de valeur moindre […] La nouvelle noblesse de reproduction du futur n’émergera donc pas des normes artificielles de la culture de castes humaine, mais plutôt des lois divines de l’eugénisme érotique. Le classement naturel de la perfection humaine remplacera le classement artificiel du féodalisme et du capitalisme ».
La noblesse eugénique qu'il imagine s'appuie sur une caste selon lui déjà « purifiée de tous ses éléments faibles en volonté et pauvres en esprit ». Il affirme : « De l’européenne humanité de quantité, qui ne croit qu’au chiffre, qu’à la masse, se distinguent deux races de qualité : la noblesse de sang et le judaïsme. Séparées l’une de l’autre, chacune demeure fixement rivée à sa croyance en sa plus haute mission, en son meilleur sang, en une différence de rang humaine. Dans ces deux races avantagées hétérogènes réside le noyau de la noblesse européenne du futur ».
Il encourage la noblesse féodale, de sang, (dont il faisait partie) à devenir une « nouvelle race noble internationale et intersociale de demain » qui reposera « sur la qualité : sur la valeur personnelle, la perfection personnelle ; sur l’accomplissement du corps, de l’âme, de l’esprit ».
Selon lui, « le socialisme, qui a commencé par l’abolition de la noblesse et par le nivellement de l’humanité, culminera dans la production de la noblesse, dans la différentiation de l’humanité » entre un peuple métissé et une élite sélectionnée par un « eugénisme social », et prédit donc que le communisme n'arrivera pas à atteindre son but d'égalité entre les classes.

### Mouvement paneuropéen

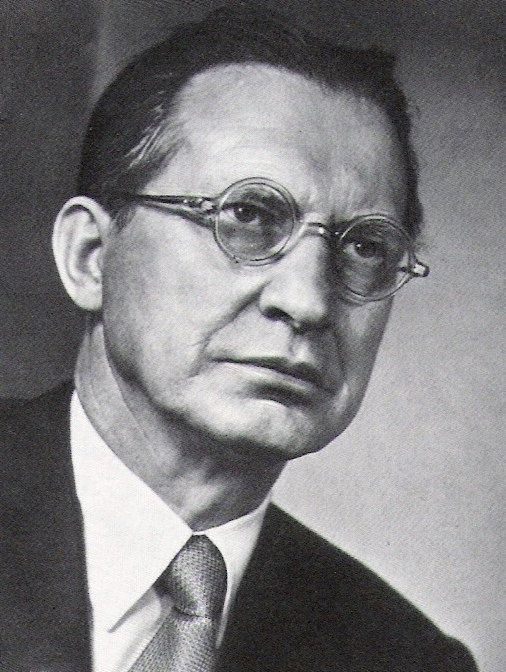
Alcide de Gasperi.

Pour diffuser ses idées, il fonde le Mouvement paneuropéen, dont le premier congrès, qui réunit plus de 2 000 participants, a lieu à la Konzerthaus de Vienne du 3 au 6 octobre 1926. Il choisit comme symbole du mouvement la croix rouge des croisades, symbole le plus ancien d’une union européenne supranationale face à un ennemi commun, sur un soleil d’or, le soleil d’Apollon, qui figure l’esprit européen dont le rayonnement a éclairé le monde entier. Ainsi sont réunies les sources grecques et chrétiennes de l’Europe.
Il cherche le soutien du président tchécoslovaque Tomáš Masaryk, qui le lui accorde très chaleureusement, mais décline son invitation de se mettre à la tête du mouvement Pan-Europa en raison de son âge avancé, mais aussi de son rôle de président de la Tchécoslovaquie, fraîchement (co)fondée par lui (en 1918). Coudenhove-Kalergi entreprend donc de lancer le mouvement lui-même. Ainsi, il lance son premier appel à l'unité politique de l'Europe dès 1922, qui est peu entendu. Fasciné par le personnage, malgré son nationalisme affiché, il se tourne alors vers Benito Mussolini, croyant y voir un nouveau Giuseppe Mazzini qui pourrait faire triompher la cause d'une Europe politique.
Son message est perçu dès l'entre-deux-guerres par de nombreux intellectuels (Albert Einstein, Sigmund Freud, Thomas Mann, José Ortega y Gasset, Denis de Rougemont, etc.) ainsi que par un bon nombre de personnalités politiques comme Édouard Herriot, Konrad Adenauer, Robert Schuman, Alcide De Gasperi, Winston Churchill et surtout Aristide Briand, dont le projet d'Union européenne qu'il présente en 1929 devant la Société des Nations à Genève doit en effet beaucoup à Richard Nicklaus de Coudenhove-Kalergi. C'est également Richard Nicklaus de Coudenhove-Kalergi qui a lancé l'idée, en 1923, de réunir la production de charbon et de minerai allemand et français, projet qui se concrétisera en 1951 sous le nom de Communauté européenne du charbon et de l'acier (CECA).

### Seconde Guerre mondiale et construction européenne de l'après-guerre
En 1938, l'Anschluss le force à se réfugier en Suisse, d'autant que sa femme est juive et qu'il est haï par Adolf Hitler. De là, il part pour les États-Unis, où il enseigne à l'université de New York. Il y dirige un séminaire de recherches pour la création d’une fédération des États européens qui devient le centre de l’Union Paneuropéenne en exil. Il prend cependant la nationalité française en 1939. La fin de la guerre l'amène à revenir en Suisse, dans un premier temps à Gstaad. Après avoir suggéré en 1947 la création du premier timbre-poste européen, c'est dans cette petite station de sports d'hiver qu'il fonde en 1947 l'Union parlementaire européenne, qui débouche après la tenue du Congrès de l'Europe à La Haye en 1948 sur la création du Conseil de l'Europe, et inspire celle du Parlement européen.

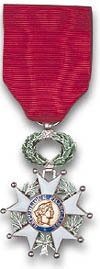
Médaille de Chevalier de la Légion d'honneur.

Lors de la création de la CECA et de la Communauté économique européenne, Richard Nicklaus de Coudenhove-Kalergi et Paneurope craignent la naissance d’une Europe des hommes d’affaires, plutôt qu’une Europe de compatriotes. Il se rapproche de Charles de Gaulle après le 13 mai 1958, afin de faire triompher une conception plus politique de l’Europe unie, et son soutien au Plan Fouchet est sans succès, le plan étant resté lettre morte. Ce rapprochement lui vaut de nombreuses critiques dont celle de « gaullisme » au sein des divers mouvements européens avec lesquels il est parfois en conflit direct. C'est le cas avec le Mouvement européen dont il est président d'honneur de 1952 à 1969, lorsqu'il démissionne de ce mouvement.

### L'idée d'un fédéralisme européen en perte de vitesse
De l'entre-deux guerres et jusqu'à la création de la CECA, l'influence de Nicklaus Richard de Coudenhove-Kalergi est grande en Europe. Peu à peu, ses idées européennes à visées fédéralistes le font toutefois passer au second plan. Bien qu'il lutte toute sa vie afin de diffuser ses idées, l'Europe qui se construit sous ses yeux n'est pas celle pour laquelle il milite. Malgré toutes les difficultés rencontrées (manque de soutiens politiques, difficultés financières, tensions internes de l'Union paneuropéenne internationale et avec les sections nationales, particulièrement avec la section allemande), Richard Nicklaus de Coudenhove-Kalergi continue à rédiger des articles, donner des cours et des conférences et correspondre avec de nombreux hommes politiques d'Europe et de la communauté européenne et avec des intellectuels. Jusqu'à sa mort, il continue, depuis la Suisse, à voyager et à défendre et diffuser ses idées.

### Reconnaissances internationales
Le 18 mai 1950, il est le premier lauréat du prix International Charlemagne. Plusieurs fois proposé au Prix Nobel de la Paix, il reçoit aussi d'autres prix, dont le Prix Sonning en 1965, le Prix Charles IV empereur du Saint Empire romain (1966) et, en 1967, le premier Prix de la Paix de la Fondation Kajima de Tokyo ainsi que le Konrad Adenauer Preis 1972 für Politik. À cela, il faut ajouter de nombreuses reconnaissances nationales comme l'obtention de la première classe de l'Ordre du trésor sacré du Japon (1945), de la médaille du Mérite de la République autrichienne (1962), du grade de Commandeur de l'Ordre du mérite de la République italienne (1969), de la Légion d'honneur de la République française (1971), de l'Ordre du mérite de la République fédérale d'Allemagne (1972).

### Apports symboliques à l'Europe politique
Si son œuvre en faveur de la fédération de l'Europe est grande, il est aussi le premier à proposer, en 1929, d'adopter comme hymne européen l’Ode à la joie, finale du quatrième et dernier mouvement de la 9e Symphonie de Beethoven. Il est de plus l'auteur, en 1930, de la première proposition de célébrer une journée de l'Europe en mai et désire la création d'un drapeau européen et d'un timbre européen.

## Théorie du complot déformant son œuvre: le plan Karlergi
Depuis les années 1990, une théorie conspirationniste d'extrême droite déforme l'œuvre de Coudenhove-Kalergi et invoque un Plan Kalergi. Parfois appelée la conspiration Coudenhove-Kalergi, cette théorie du complot génocidaire d'extrême droite, antisémite et blanche prétend que Richard von Coudenhove-Kalergi a concocté un complot pour mélanger les Européens blancs avec d'autres races via l'immigration. Ce métissage forcé serait secrètement facilité par la construction européenne. Cette théorie du complot est le plus souvent associée aux groupes et partis européens, mais elle s'est également propagée à la politique nord-américaine. En 2005, Gerd Honsik (en), négationniste et militant néonazi autrichien a publié un ouvrage dénonçant ce prétendu plan

#### Articles-conférences

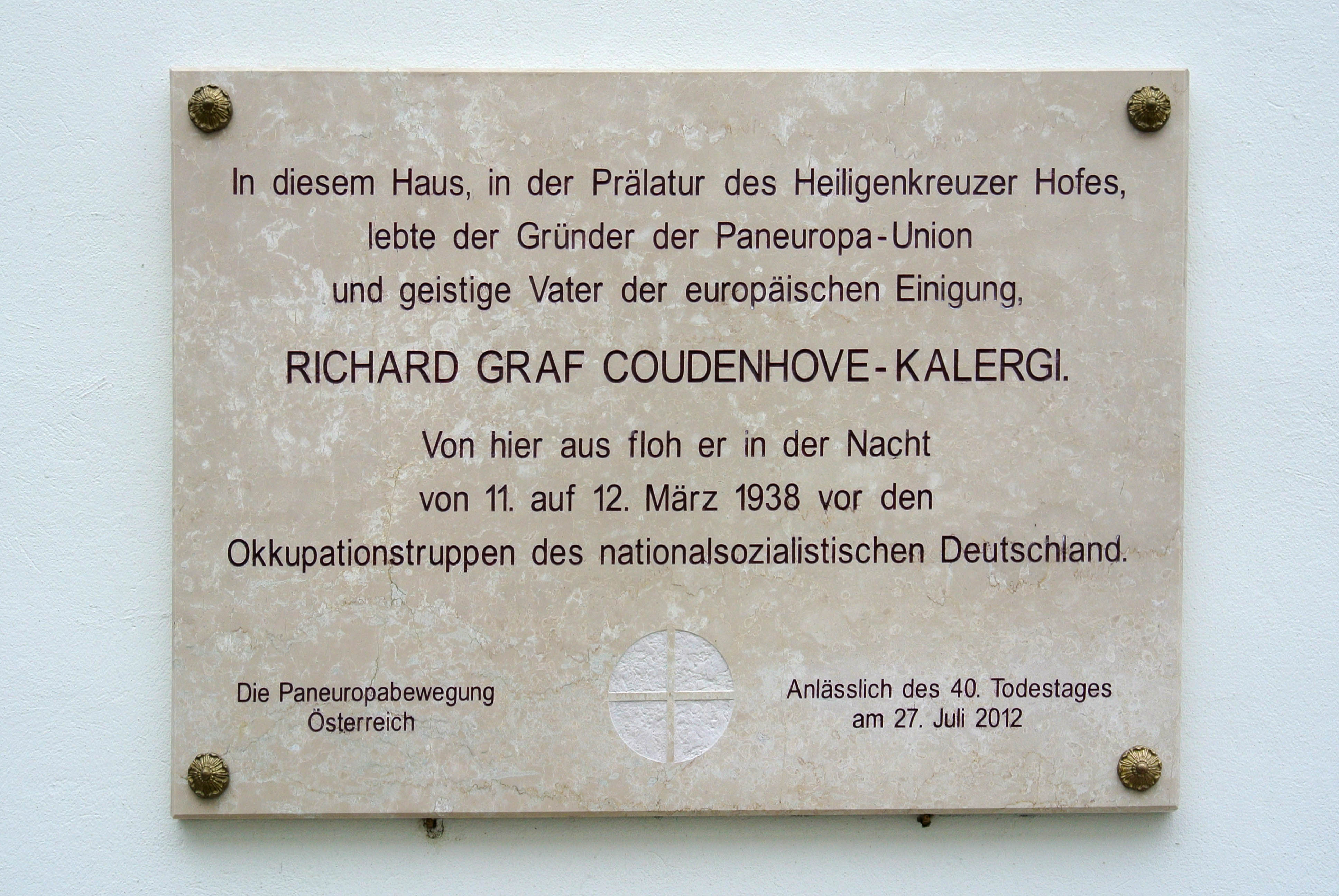

## Sources et archives

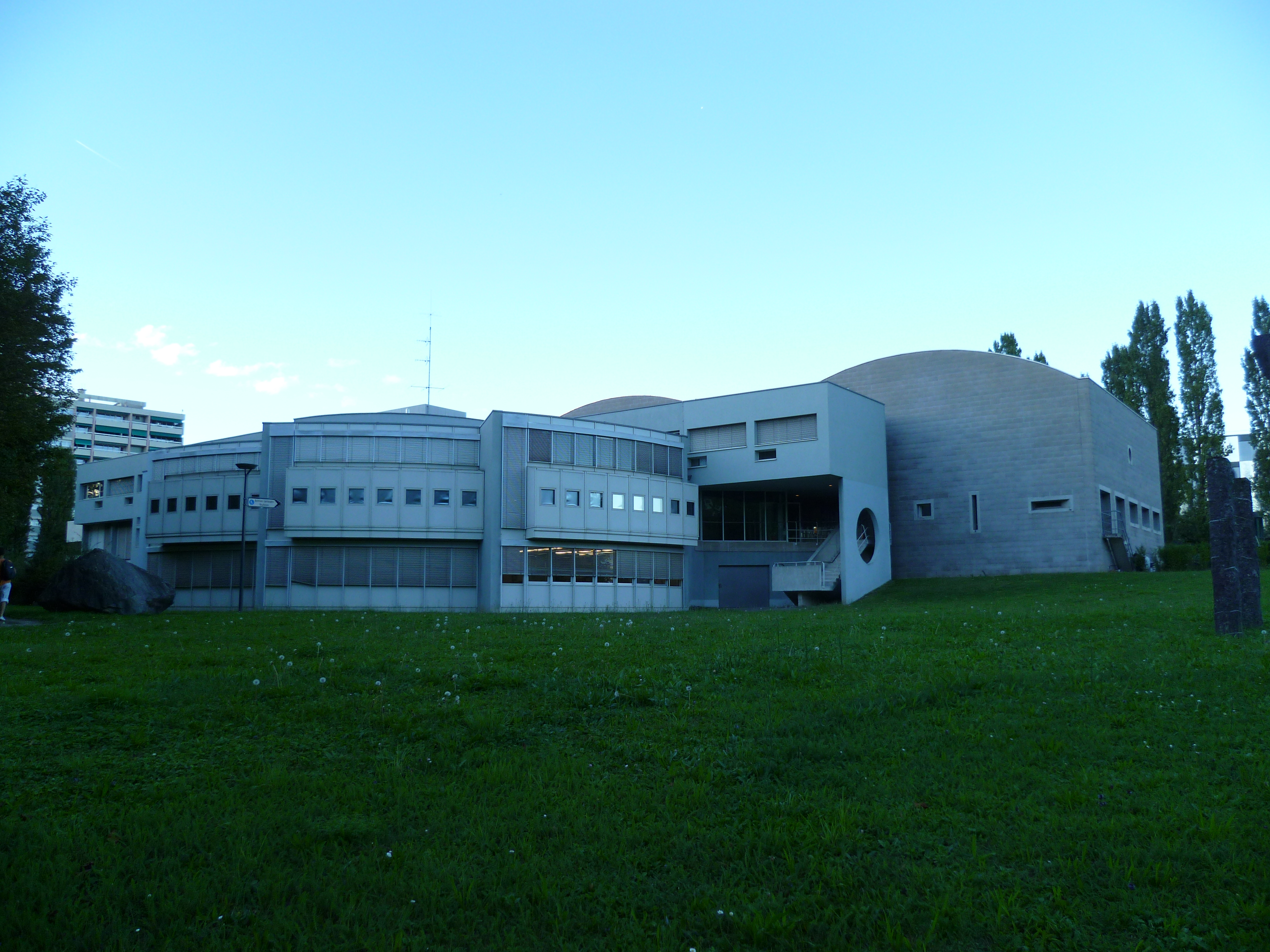
Archives cantonales vaudoises situées à Chavannes-près-Renens.